# مارتن أولريش
مارتن أولريش (بالألمانية: Martin Ulrich)‏ هو لاعب هوكي الجليد نمساوي، ولد في 16 ديسمبر 1969 في فيينا في النمسا.

## وصلات خارجية
- مارتن أولريش على موقع EliteProspects.com (الإنجليزية)
- مارتن أولريش على موقع Eurohockey.com (الإنجليزية)
- مارتن أولريش على موقع HockeyDB.com (الإنجليزية)
- مارتن أولريش على موقع أوليمبيديا (الإنجليزية)